# آنکازوولو
آنکازوولو (به لاتین: Ankazovelo) یک منطقهٔ مسکونی در ماداگاسکار است که در آنوسی (ماداگاسکار) واقع شده‌است.